# Laval-en-Brie
Laval-en-Brie is een gemeente in het Franse departement Seine-et-Marne (regio Île-de-France) en telt 436 inwoners (2004). De plaats maakt deel uit van het arrondissement Provins.

## Geografie
De oppervlakte van Laval-en-Brie bedraagt 19,9 km², de bevolkingsdichtheid is 21,9 inwoners per km².
De onderstaande kaart toont de ligging van Laval-en-Brie met de belangrijkste infrastructuur en aangrenzende gemeenten.

## Demografie
Onderstaande figuur toont het verloop van het inwonertal (bron: INSEE-tellingen).